# Микки и Мод
«Микки и Мод» — кинофильм.

## Сюжет
Роб Сэлинджер, репортёр на телевидении, женат на ведущей ток-шоу по имени Микки. Супруги редко остаются вместе из-за того огромного времени, которое Микки тратит на свою работу. И вот однажды в минуты очередного одиночества Роб встретил Мод, молодую и красивую девушку-музыканта, у них завязались отношения. Вскоре герой узнаёт, что его любовница беременна, и решает жениться теперь на ней, оставив Микки. Но когда Роб собирается сообщить о своём решении жене, она также говорит ему, что беременна. Не определившись с выбором, репортёр становится двоеженцем, женившись и на Мод. Теперь ему придётся тяжело, ведь надо будет находить время для двух беременных женщин, каждая из которых хочет постоянно видеть Роба рядом.

## В ролях
- Дадли Мур — Роб
- Эми Ирвинг — Мод
- Энн Райнкинг — Микки
- Ричард Маллиган — Лео Броди
- Джордж Гейнс

## Награды и номинации
| Год  | Премия         | Категория                                | Имя       | Результат |
| ---- | -------------- | ---------------------------------------- | --------- | --------- |
| 1984 | Золотой глобус | Лучшая мужская роль (комедия или мюзикл) | Дадли Мур | Победа    |
| 1984 | Золотой глобус | Лучший фильм (комедия или мюзикл)        |           | Номинация |